# روبرتو فورتيس
روبرتو فورتيس (بالبرتغالية: Roberto Fortes) مواليد 9 نوفمبر 1984 في لواندا، هو لاعب كرة سلة أنغولي سابق. بدأ مسيرته الاحترافية في سنة 2008. حمل الرقم 7. حقق المركز الثاني في بطولة أمم أفريقيا لكرة السلة 2015.

## الميداليات
| الميدالية | المسابقة                          |
| --------- | --------------------------------- |
| فضية      | بطولة أمم أفريقيا لكرة السلة 2015 |

## روابط خارجية
- روبرتو فورتيس على موقع الاتحاد الدولي لكرة السلة (الإنجليزية)
- روبرتو فورتيس على موقع كرة السلة الأوروبية.كوم (الإنجليزية)
- روبرتو فورتيس على موقع كلية كرة السلة في سبورتس رفرنس.كوم (الإنجليزية)
- روبرتو فورتيس على موقع ريلجم (الإنجليزية)
- روبرتو فورتيس على موقع بروبوليرز (الإنجليزية)
- روبرتو فورتيس على موقع سبورتس رفرنس (الإنجليزية)